# Bipassalozetes tibialis
Bipassalozetes tibialis är en kvalsterart som först beskrevs av Hercule Nicolet 1855.  Bipassalozetes tibialis ingår i släktet Bipassalozetes och familjen Passalozetidae. Inga underarter finns listade.